# 백운중학교 (전북)
백운중학교(白雲中學校)는 대한민국 전북특별자치도 진안군 백운면 백암리에 있는 공립 중학교이다.

## 학교 연혁
- 1972년 12월 26일 : 백운중학교 설립 인가
- 1973년 3월 1일 : 초대 신선우 교장 취임
- 1973년 3월 7일 : 개교(3학급 편성), 제1회 입학식
- 1979년 3월 1일 : 12학급 인가(10학급 편성)
- 1996년 3월 1일 : 3학급 편성
- 2023년 3월 1일 : 제20대 유남이 교장 부임
- 2024년 2월 7일 : 제49회 졸업(총 3,734명)
- 2024년 3월 4일 : 신입생 입학(5명)

## 참고 자료
- 백운중학교 - 한국교육학술정보원 학교알리미